# Кипрская хоккейная ассоциация
Кипрская ассоциация хоккея (греч. Kυπριακή Oμοσπονδία Χόκεϋ) — организация, занимающаяся проведением на территории Республики Кипр соревнований по хоккею на траве. Представляет интересы кипрского хоккея в Европейской федерации хоккея на траве и Международной федерации хоккея на траве.
По состоянию на 16 марта 2009 Кипрская Национальная сборная по хоккею на траве занимает 74 место в мире и 34 место в Европе.
Существует только мужская сборная.